# Плотный порядок
Плотный порядок — это отношение между элементами множеств в частичном или линейном порядке (обозначим его <) на множестве X, когда для всех x и y из X, для которых выполняется x < y, существует элемент z в X, такой что x < z < y. Иными словами, порядок называют плотным, когда нет соседних элементов. Поскольку между любыми двумя элементами плотного порядка есть ещё хотя бы один, любой отрезок плотного порядка бесконечен.

## Пример
Плотным упорядоченным множеством являются вещественные числа и рациональные числа с обычным порядком. С другой стороны, обычный порядок целых чисел плотным не является.

## Единственность
Георг Кантор доказал, что два любых плотных линейно упорядоченных счётных множества без нижней и верхней границ изоморфны относительно упорядочения. В частности, существует изоморфизм с сохранением порядка между рациональными числами и другими плотными счётными множествами, включая двоично-рациональные числа и алгебраические числа. В методе подбора используется доказательство этого результата.
Функция Минковского может быть использована для определения изоморфизмов порядка между квадратичными алгебраическими числами и рациональными числами, а также между рациональными числами и двоично-рациональными числами.

## Обобщения
Бинарное отношение R считается плотным, если для всех связанных отношением R x и y, имеется z, такое что x и z, а также z и y связаны отношением R. Формально:
{\displaystyle \forall x\ \forall y\ xRy\Rightarrow (\exists z\ xRz\land zRy).}
В терминах суперпозиции отношений R с собой, условие плотности может быть альтернативно выражено как {\displaystyle R\subseteq RR}.
Достаточными условиями к тому, что бинарное отношение R на множестве X будет иметь плотный порядок, являются случаи когда:
- R рефлексивно;
- R корефлексивно;
- R квазирефлексивно;
- R лево- или право-евклидово;
- R симметрично и полуконнексно[англ.] и X имеет {\displaystyle \geqslant 3} элементов.

Ни одно из них не является необходимым.
Непустое плотное отношение не может быть антитранзитивным.
Строго частичный порядок < является плотным порядком тогда и только тогда, когда < является плотным отношением. Плотное отношение является идемпотентным отношением, когда оно также транзитивно.